# Ferrari Ascari
La Ferrari Ascari est un concept-car Ferrari qui a remporté le concours de design automobile "Ferrari: New Concepts for the Myth" en 2005. La voiture a été conçue par Manuele Amprimo, Werner Gruber et Yu Jae-Cheul de l'Istituto Europeo di Design (IED, Institut Européen de Design) de Turin, en Italie.
Le jury du concours était composé de personnalités influentes du monde automobile, dont Luca Cordero di Montezemolo, Piero Ferrari (le deuxième et unique fils vivant d'Enzo Ferrari), Jean Todt, Amedeo Felisa, Massimo Fumarola, Pininfarina, ainsi que plus de 22 000 utilisateurs du site internet de FerrariWorld.
Une maquette a été réalisée pour la compétition. Grâce à cette reconnaissance, la Ferrari Ascari a une plus grande probabilité d'évoluer d'un simple concept à une voiture de série,,.